# Бергеренде-Ретвіш
Бергеренде-Ретвіш (нім. Börgerende-Rethwisch) — громада в Німеччині, розташована в землі Мекленбург-Передня Померанія. Входить до складу району Росток. Складова частина об'єднання громад Бад-Доберан-Ланд.
Площа — 15,00 км2. Населення становить 1711 ос. (станом на 31 грудня 2020).

## Галерея

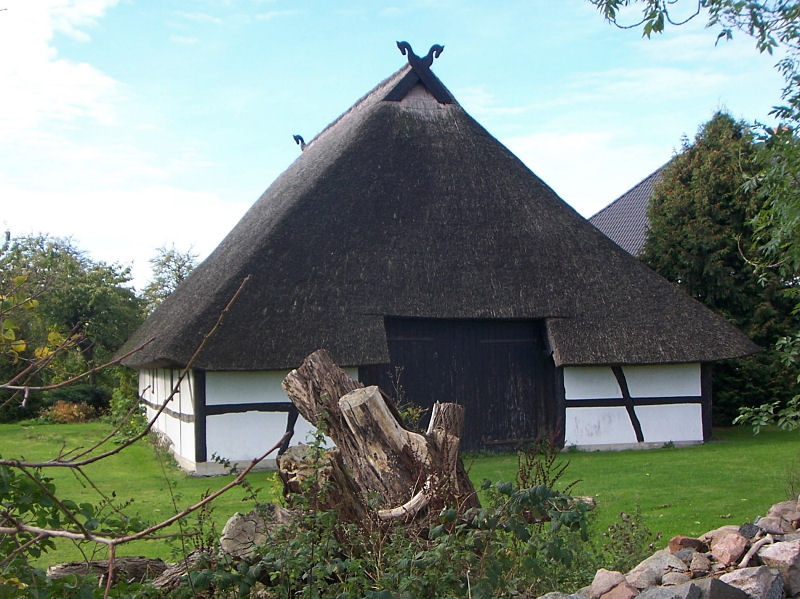
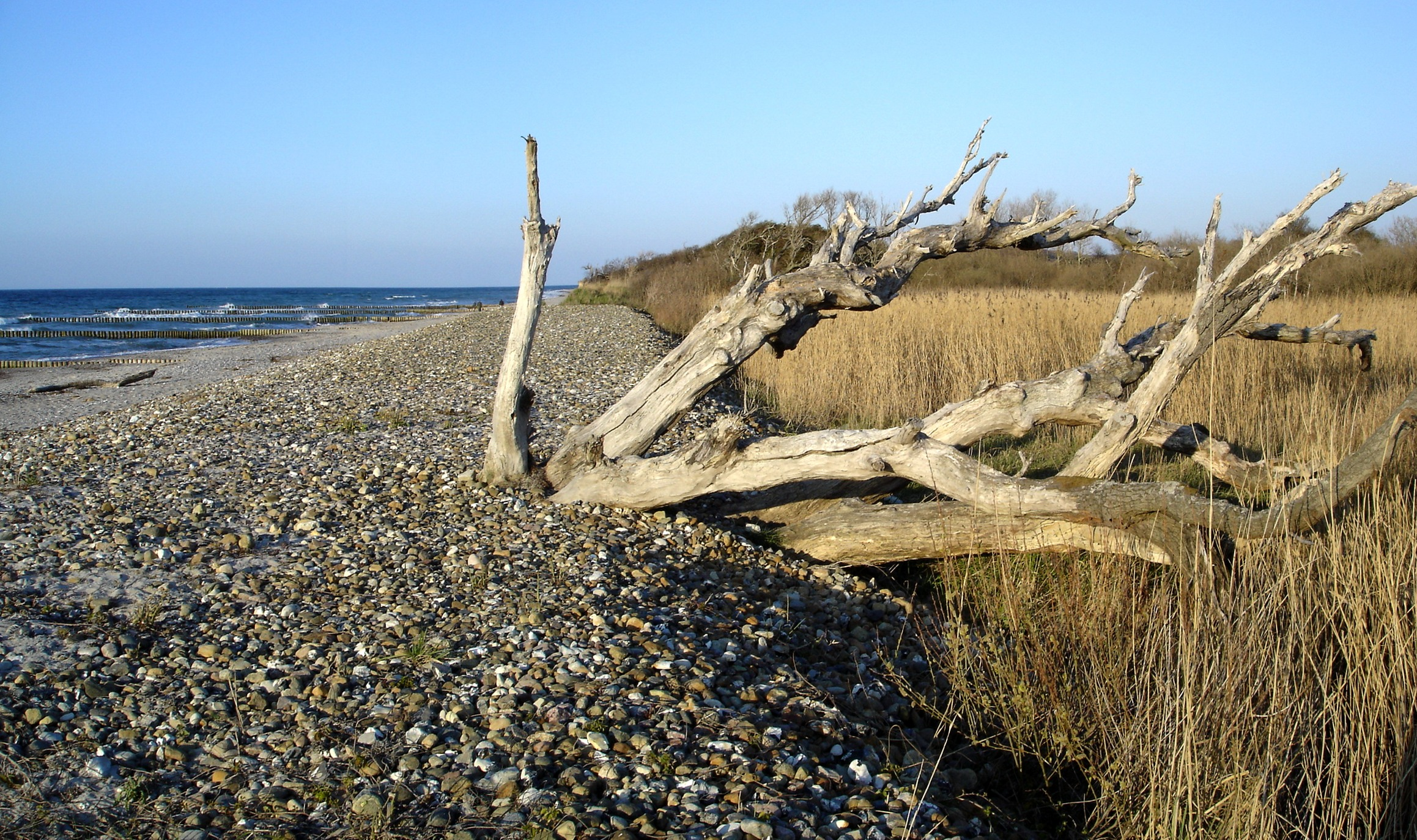
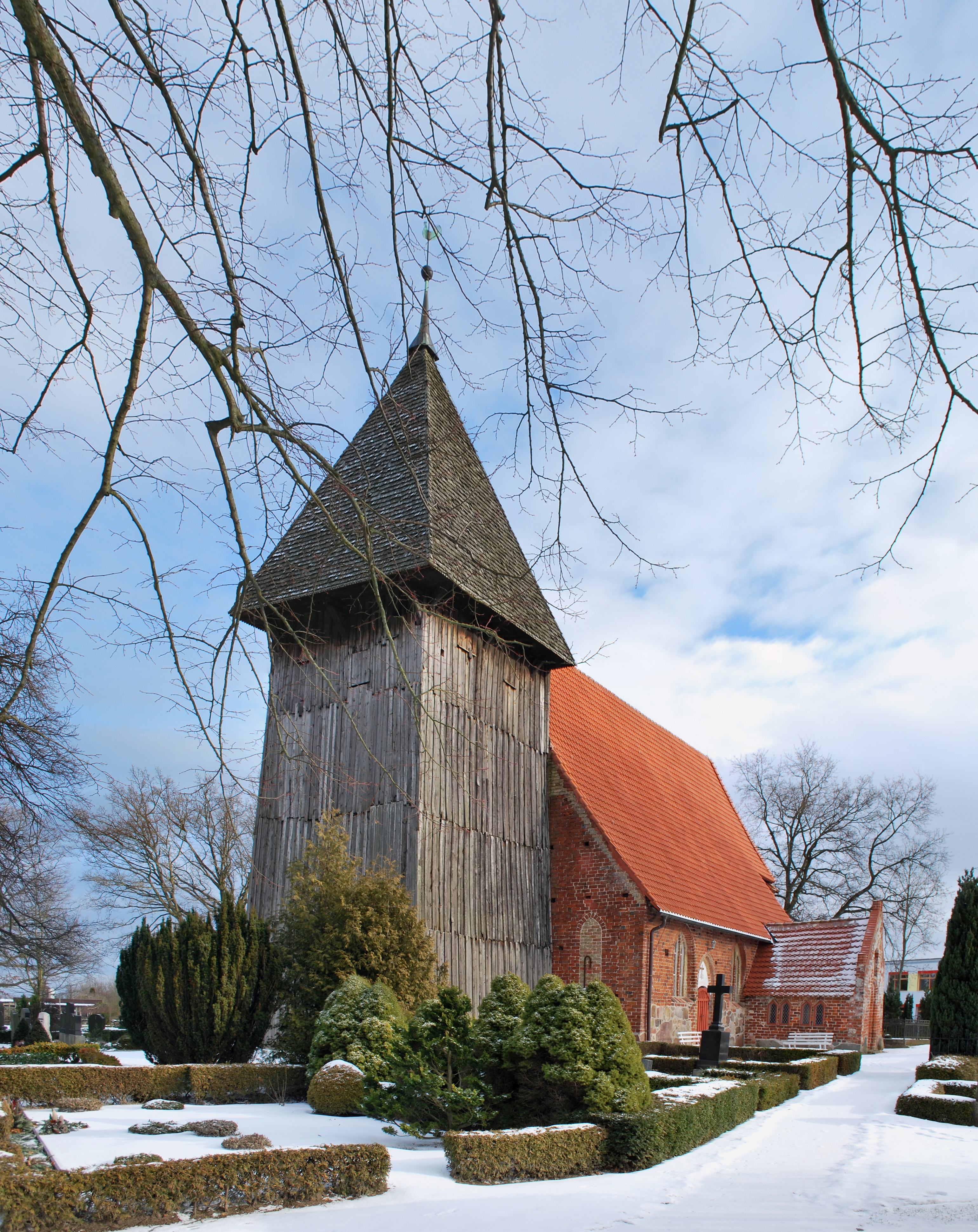